# Satyricon (sastav)
Satyricon je norveški black metal-sastav osnovan 1991. godine u Oslu. Satyr i Frost ključni su članovi sastava od 1993. godine. Prva tri albuma sastava tipičan su primjer norveškog black metal glazbenog stila. Sastav se okrenuo od tog stila glazbe počevši sa svojim četvrtim albumom te je počeo uključivati elemente hard rocka u svoju glazbu. Satyricon je prvi norveški black metal sastav koji se pridružio multinacionalnoj diskografskoj kući (EMI).

## Povijest

### Početci (1990. – 1996.)
Sastav su 1990. godine pod imenom Eczema osnovali basist Wargod i bubnjar Exhurtum. Sastav je u početku svirao death metal glazbu. Godine 1991. odlučuju promijeniti glazbeni stil, počinju svirati black metal te su tako promijenili i ime u Satyricon. Satyr (Sigurd Wongraven) se tada pridružio sastavu. Nakon prvog demouratka All Evil, Exhurtum je bio izbačen iz sastava jer se "rađe htio družiti sa svojom tadašnjom djevojkom nego rušiti nadgrobne ploče sa skupinom", dok je Wargod napustio glazbenu scenu te kasnije postao vojnik UN-a. Preostali članovi, Satyr i Lemarchand, unajmili su bubnjara Frosta (Kjetil-Vidar Haraldstad) kao studijskog glazbenika te su tako snimili svoj drugi i posljednji demouradak, The Forest Is My Throne. Ubrzo nakon toga Lemarchand također napušta sastav, ali prije svojeg odlaska snima gitaru za prvi studijski album skupine, Dark Medieval Times, iako nije spomenut u knjižici albuma. U međuvremenu je Frost "unaprijeđen" u stalnog člana te je snimio bubnjeve za prethodno spomenuti album. Satyricon je od tada – uz dvije iznimke – bio dvočlani sastav: od 1993. do 1996. godine, Tomas Thormodsæter 'Samoth' Haugen iz grupe Emperor bio je njegov basist i gitarist te je sudjelovao u snimanju drugog studijskog albuma sastava, The Shadowthrone, dok je 1996. godine član Darkthronea Nocturno Culto (Ted Skjellum, znan kao "Kveldulv" tijekom perioda u Satyriconu) postao gitarist sastava na njegovom trećem studijskom albumu, Nemesis Divina.

### Rebel ExtravaganzaiVolcano(1996. – 2002.)
Satyricon je sudjelovao u nastanku počasnog albuma Darkthroneu, pod imenom Darkthrone Holy Darkthrone, koji je objavila diskografska kuća Moonfog Productions 1998. godine. Satyricon je obradio pjesmu "Kathaarian Life Code". Iste godine, sastav je svirao i na počasnom albumu sastava Bathory pod imenom In Conspiracy with Satan koji su objavili Hellspawn i No Fashion Records te su na njemu obradili pjesmu "Born for Burning" koja se izvorno pojavila na kompilaciji Crusade from the North iz 1996. godine.
Rebel Extravaganza, Satyriconov četvrti album, objavljen je 1999. godine. Tijekom ovog perioda Satyr je drastično promijenio svoj izgled nakon što je obrijao glavu, kao što je primjetljivo na slikama sastava koje su sadržane u knjižici albuma te na njihovim nastupima. Rebel Extravaganza također je poznat po tome što je prvi album sastava na kojem su na ponekim mjestima sadržani elementi industrijalnog rocka.
U travnju i svibnju 2000. godine Satyricon odlazi na turneju kao predgrupa Panteri. Phil Anselmo više je puta govorio o svojoj ljubavi prema black metalu te je također sudjelovao u glazbenom projektu Eibon zajedno sa Satyrom.
Satyriconov peti studijski album Volcano objavljen je 2002. godine te je osvojio četiri nagrade: norveški Grammy za Najbolji metal album, nagradu Alarm za pjesmu "Fuel for Hatred" u kategoriji Pjesme godine, nagradu Alarm za Metal album godine i nagradu Oslo za Najbolji cjelokupni album.

### Now, DiabolicaliThe Age of Nero(2002. – 2008.)
Satyricon 2006. godine objavljuje album Now, Diabolical. Album je kritički uglavnom dobro prihvaćen.
U ožujku 2008. godine sastav je po prvi put bio glavni sastav na Inferno Metal Festivalu u Oslu.
EP My Skin Is Cold objavljen je netom prije sedmog studijskog albuma sastava, The Age of Nero, koji je objavljen 3. studenog 2008.

### SatyriconiDeep Calleth upon Deep(2008. – danas)
Satyricon je objavio svoj osmi istoimeni studijski album 9. rujna 2013.
Dvije godine kasnije, 4. svibnja 2015., sastav objavljuje svoj prvi koncertni album/DVD set nazvan Live at the Opera. Nastup prikazan i snimljen na albumu dogodio se u rujnu 2013. te je na njemu nastupila i Norveška nacionalna opera.
Grupa je najavila kako će 22. rujna 2017. godine objaviti svoj deveti studijski album, Deep Calleth upon Deep.

## Glazbeni stil
Prvi album sastava, Dark Medieval Times (snimljen 1993., objavljen 1994. godine), pokazao je Satyriconovu fasciniranost srednjim vijekom. Album se odlikuje grubim black metal blast beat stilom bubnjanja koje je pomiješano s akustičnim gitarama i flautom. Na sljedećem albumu, The Shadowthrone, nastavljen je 'srednjovjekovni duh' prethodnika. Novinar Rock Hard-a Wolf-Rüdiger Mühlmann napisao je kako je Satyricon tim albumom i Nemesis Divinom postigao svoj "vrlo rani vrhunac".
Opisujući svoj peti album Volcano, frontmen Satyr izjavio je u priopćenju za tisak i biografiji na službenim stranicama sastava kako je "glazba bazirana na rocku ali ekstremnija; to je black metal koji širi granice koje su postavili sastavi kao što su Venom i Bathory. Renoviranje samih sebe bazirano na osnivanju black metala koji je orijentiran prema rocku naša je filozofija." Mühlmann je napisao kako je Satyriconov put nakon svojeg vrhunca postignutim drugim i trećim studijskim albumom ima samo ograničenu povezanost s black metalom, dok je novinar Metal Hammera Robert Müller opisao Satyra kao "latentno arogantnog čovjeka koji usput stvara odličnu glazbu koja stalno testira granice žanra". Njegov kolega Gunnar Sauermann, međutim, smatra da je Satyricon "ovih dana pseudo-black pop (i popularan) sastav". U svojem izvješću s Eindhoven Metal susreta, on i Thomas Sonder napisali su kako je Satyricon "skoro svirao hard rock" na početku svojeg nastupa.

## Članovi sastava
| - Sigurd "Satyr" Wongraven – vokali, gitara, klavijature, bas-gitara (1991.–danas) - Kjetil-Vidar "Frost" Haraldstad – bubnjevi (1993.–danas) - Steinar "Azarak" Gundersen – gitara (1999.–danas) - Anders "Neddo" Odden – bas-gitara (2009.–danas) - Ted "Kveldulv" Skjellum – gitara (1996. – 1997.) - Tomas "Samoth" Haugen – bas-gitara (1993. – 1996.) - Carl-Michael "Exhurtum" Eide – bubnjevi (1991. – 1992.) - Vegard "Wargod" Blomberg – bas-gitara (1991. – 1992.) - Håvard "Lemarchand" Jørgensen – gitara (1991. – 1993.) | - Dirk Verbeuren – bubnjevi (2014.) - Anders Hunstad – klavijature (2011. – 2013.) - Silmaeth – bas-gitara (2011. – 2012.) - Brice Leclercq – bas-gitara (2009. – 2011.) - Gildas Le Pape – gitara (2008. – 2013.) - Victor Brandt – bas-gitara (2008.) - Schoft – gitara (2007.) - Jonna Nikula – klavijature (2003. – 2011.) - Trym Torson – bubnjevi (2004.) - Joey Jordison – bubnjevi (2004.) - Ivar Bjørnson – klavijature (2003.) - Lars K. Norberg – bas-gitara (2002. – 2007.) - Arnt Ove "A.O Grønbech" Grønbech – gitara (2002. – 2007.) - Terje "Cyrus" Andersen – gitara (2000. – 2002.) - Kine Hult – klavijature (2000. – 2002.) - Jan Erik "Tyr" Tiwaz – bas-gitara (2000.) - Morten "Sanrabb" Furuly – gitara (1999.) - Terje Vik "Tchort" Shei – gitara (1997. – 1999.) - Daniel "Død" Olaisen – gitara (1996. – 1999.) - Richard "Daimon" Cabeza – bas-gitara (1997.) - Kenneth "Destroyer" Svartalv – bas-gitara (1996.) |

## Diskografija
Studijski albumi
- Dark Medieval Times (1994.)
- The Shadowthrone (1994.)
- Nemesis Divina (1996.)
- Rebel Extravaganza (1999.)
- Volcano (2002.)
- Now, Diabolical (2006.)
- The Age of Nero (2008.)
- Satyricon (2013.)
- Deep Calleth upon Deep (2017.)
- Satyricon & Munch (2022.)

Koncertni albumi
- Live at the Opera (2015.)

EP-ovi
- Megiddo – Mother North in the Dawn of a New Age (1997.)
- Intermezzo II (1999.)
- My Skin Is Cold (2008.)

Demo uradci
- All Evil (1992.)
- The Forest Is My Throne (1993.)